# RPCS3
RPCS3 é um emulador em desenvolvimento para Windows e Linux que permitirá que jogos de PlayStation 3 sejam jogados no computador. Desde 23 de Maio de 2011, o emulador já é capaz de chegar na tela de abertura de alguns jogos comerciais e rodar alguns outros (ex: Metal Slug 3, Retro City Rampage e Sonic CD) com qualidade satisfatória. William Uscher, autor do CinemaBlend escreveu que "Um monte de jogadores antes pensavam que a complexidade da arquitetura Cell do PlayStation 3 impediria que o mesmo fosse emulado", mas o desenvolvimento do RPCS3 mostra que a emulação é possível, e está se mostrando mais rápida que a emulação do Xbox 360.
Antes do RPCS3, um emulador de Wii chamado Dolphin já tinha sido lançado, fazendo com que o RPCS3 não seja o primeiro emulador de um console de video-game da sétima geração. O desenvolvimento feito em Março do RPCS3 veio bastante tempo antes do lançamento de um emulador para Xbox 360 pelo Xenia Project, que proporcionou um avanço significativo na emulação do Xbox 360.

## Evolução
Desde seu lançamento a 23 de Maio de 2011, o RPCS3 é capaz de emular vários jogos num estado considerado 'jogável'. Vários outros jogos chegam aos menus de seleção e atingem a fase 'dentro-de-jogo'.
A 22 de Janeiro de 2017 um novo website foi lançado contendo informações atualizadas sobre o projeto e uma lista de compatibilidade com os jogos que vão sendo testados no emulador. O desenvolvedor principal iniciou uma página no Patreon para que os fãs do emulador possam contribuir para que o mesmo possa desenvolvê-lo a tempo inteiro. Jogos como Rainbow Moon já conseguem ser rodados na resolução 1080p a uns constantes 60 frames por segundo.
Em 11 de Março de 2017, diversos times de programadores, oficiais e não, contribuíram para o avanço do emulador, conseguindo emular um dos grandes títulos de PS3, Demon's Souls. Este foi considerado um avanço chave no entendimento da arquitetura do PS3 e um grande avanço para a emulação de jogos diversos do console.
Recentemente o suporte a DirectX12 fui substituído pelo Vulkan, suportado em placas compatíveis.
Diferentemente do console em si, o RPCS3 não pode executar sistemas como Linux ou BSD ou jogos de PS2 emulados via emulador interno do PS3 (diferentemente do emulador PCSX2 com o Linux for PS2), visto que o emulador utiliza o firmware do PS3 para execução de jogos e estes sistemas são executados no lugar do firmware em si.